# Damora pandora
Damora pandora är en fjärilsart som beskrevs av Denis och Ignaz Schiffermüller 1775. Damora pandora ingår i släktet Damora och familjen praktfjärilar. Inga underarter finns listade i Catalogue of Life.